# Alte Geestebrücke
Die Alte Geestebrücke ist eine Drehbrücke in Bremerhaven-Geestemünde an der Fährstraße. Sie führt seit 1904 über die Geeste.
Die Brücke steht seit 1978 unter Bremer Denkmalschutz.

## Geschichte

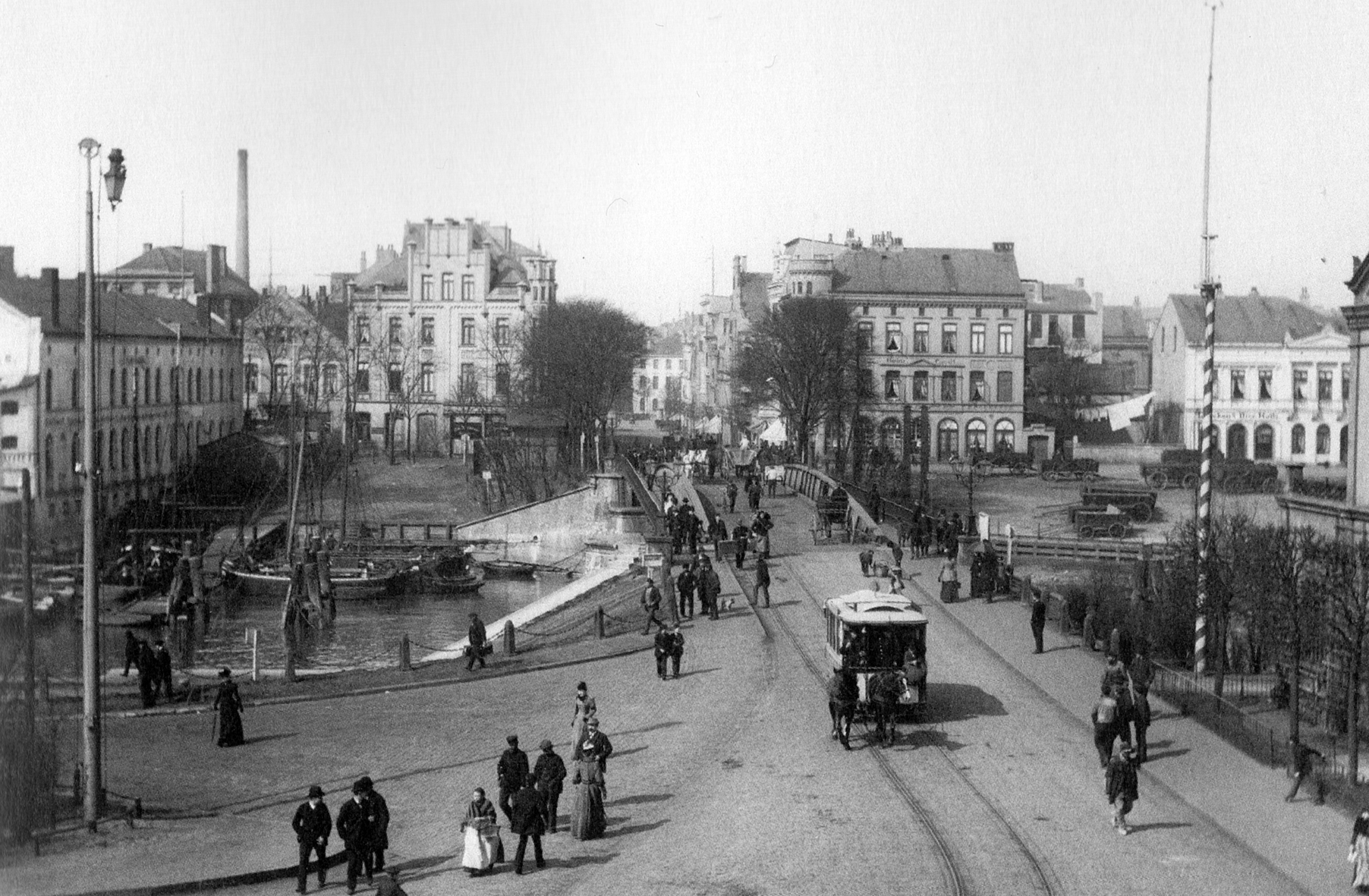
Alte Geestebrücke, 1895, rechts Torfplatz, links Kontorhaus der Wencke-Werft

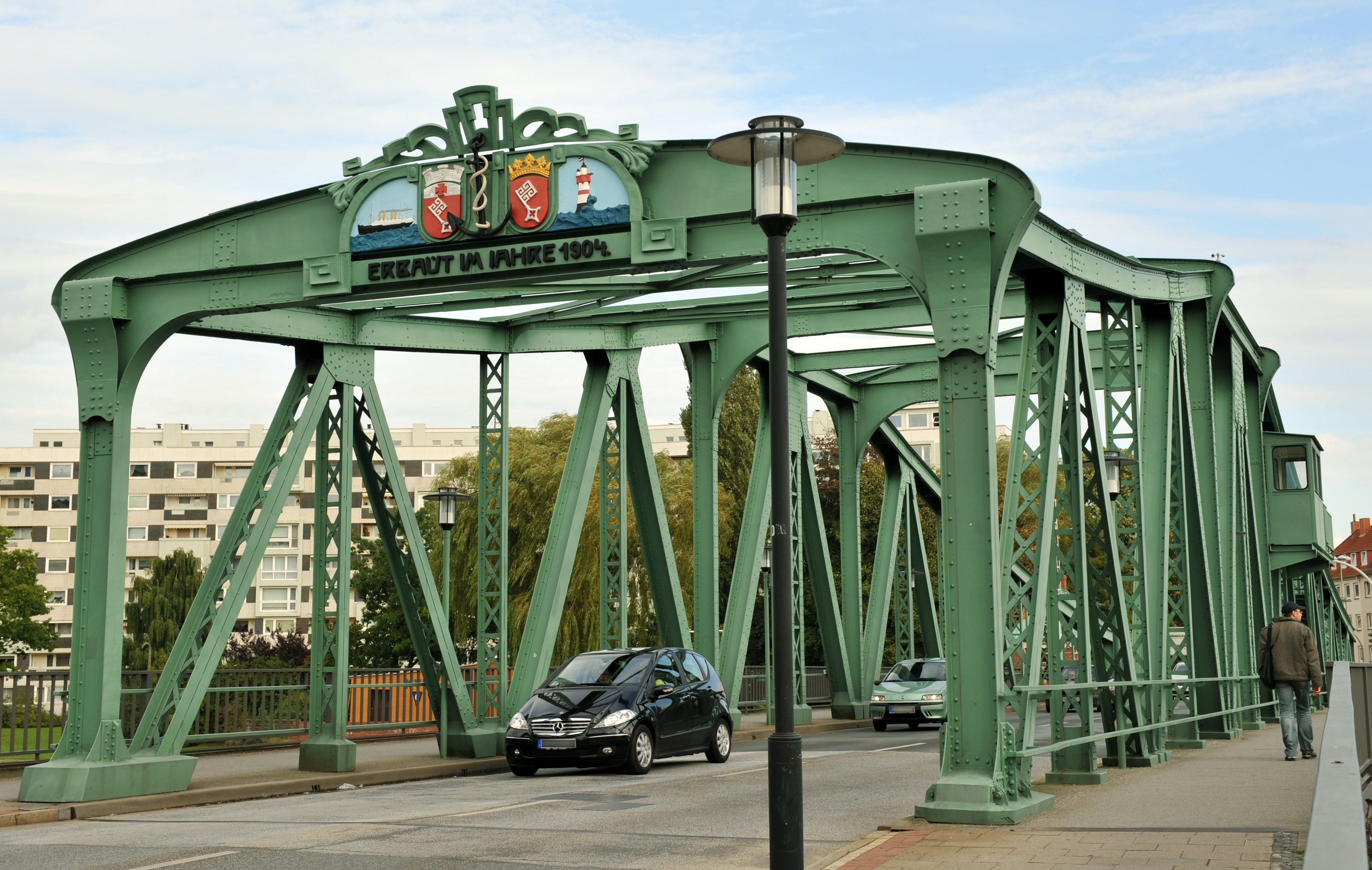
Brücke von Westen mit Portal und Wappen

1845 begann der Hafenbau am südlichen Ufer der Geeste. Der neu entstandene Hafenort bekam 1847 den Namen Geestemünde. Unterhalb der heutigen Geestebrücke verkehrte im 19. Jahrhundert eine alte Prahmfähre. Diese konnte den steigenden Personen- und Wagenverkehr nicht mehr bewältigen. Eine Kommission befürwortete deshalb den Bau einer Brücke. Das Innenministerium im Königreich Hannover ließ von 1856 bis zum 8. Januar 1857 eine zweiflügelige Drehbrücke mit 56 Fuß (1 Fuß = 29,2 cm in Hannover, also 16,36 m) lichter Weite bauen. „Die Brücke hatte keine Aufbauten und erinnert in ihrem Aussehen sehr stark an die Kanalbrücke in Geestemünde, die etwa zur gleichen Zeit gebaut wurde.“
Die heutige, neue Alte Geestebrücke wurde 1904 nach Plänen des Regierungsbaumeisters Schubert für die Wasserbauinspektion Geestemünde von der Firma M. Achgelis Söhne errichtet.
Die Fachwerkbrücke in aufgelöstem Tragwerk aus Stahl führt von Geestemünde zum Stadtteil Bremerhaven-Mitte. Bei dem nicht parallelgurtigen Fachwerk wird der Untergurt und der bis zu um die sieben Meter darüber liegende Obergurt durch senkrechte und schräge Gitterträger in der Form einer  Gitterbrücke verbunden. In Querrichtung überspannen Träger und Diagonalverspannungen die Brücke.
Das Portal an der Nordwestseite aus Stahl zieren zwei Wappen von Bremen – das Landeswappen und das damalige Stadtwappen von Bremerhaven (siehe Wappenbilder rechts). Seitlich davon sind zudem der Leuchtturm Roter Sand und ein Dampfschiff des Norddeutschen Lloyd abgebildet.
Über diese Brücke fuhr bis 1908 die Pferdebahn und dann bis 1982 die Straßenbahn-Linie 2 der Verkehrsgesellschaft Bremerhaven AG (VGB). Eine Straßenbahnlinie 3 benutzte die Brücke bis 1964. Siehe auch nebenstehenden Gleisplan.
Die Buslinien 502 und 504/505/506 sowie die Nachtlinien ML und NL fahren über die Brücke. Weitere ÖPNV-Linien verkehren über die parallele Kennedybrücke.
Die Geeste wird heute durch zwei Fahrspuren und zwei außerhalb der Tragwerkkonstruktion liegende Fußgängerwege gekreuzt.
Das Busse-Denkmal an der Alten Geestebrücke wurde 1936 nach einem Entwurf des Hamburger Architekten Fritz Höger im Stil des späten Backsteinexpressionismus errichtet. Es erinnert an die Indienststellung des Fischdampfers Sagitta durch den Reeder Friedrich Busse von 1885.